# New Haven (Kentucky)
New Haven è un comune degli Stati Uniti d'America, situato nello Stato del Kentucky, nella contea di Nelson.